# Sémantika
Sémantika (též sémaziologie) je nauka o významu výrazů z různých strukturních úrovní jazyka – morfémů, slov, slovních spojení a vět, popř. i vyšších textových jednotek. Význam se často spojuje či ztotožňuje se vztahem (souvislostí, kontextem) těchto výrazů ke skutečnosti, kterou označují. Skutečností se rozumí to, co člověk poznal, tj. znalostní model té reality; o nepoznaném člověk nic neví. Slovo vzniklo z řeckého σημαντικός, sémantikos, od sémainó, označuji a séma, znak, znamení. Výraz (forma, syntaktická složka, jazykový konstrukt, řetězec symbolů) je nosná struktura, která umožňuje přenos, záznam (pamatování) a zpracování nesené informace – významu.
Jazyky jsou neformální (přirozené a umělé, jako např. esperanto nebo mezislovanština) a umělé formální (jazyk matematiky, logiky, programovací jazyky). U neformálních jazyků je význam k výrazu přiřazen vágně, subjektivně s emocionálním zabarvením. Tomuto přiřazení se říká konotace. Konotace se dá měřit některou z metod sémantického diferenciálu. U formálních jazyků je význam k výrazu přiřazen exaktně bez vágnosti, subjektivity a tak i bez emocionálního zabarvení. Tomuto přiřazení se říká (např. ve formální logice, matematice) interpretace. Sémantický diferenciál interpretace (exaktní konotace) všech jazykových konstrukcí formálního jazyka je (musí být) vždy nulový, je to ustavující podmínka umělých formálních jazyků.
Vztahy mezi jednotlivými výrazy se zabývá syntax (v informatice označovaná častěji syntaxe), pragmatika se pak zabývá způsoby využívání znaků (v saussurovském smyslu, tj. významuplných výrazů) v komunikaci. V pojetí zakladatele sémiotiky Ch. W. Morrise jsou syntax, sémantika a pragmatika tři části, z nichž se skládá lingvistika. Sémantika je součástí sémiotiky, která se zabývá celými znakovými systémy.
Sémantika se obvykle dělí na lexikální sémantiku (zabývá se významem konkrétních znaků – morfémů, slov a frazémů) a strukturní sémantiku (zabývá se sémantickými typy znaků a způsoby kombinace významů). Lexikální sémantika a do jisté míry i strukturní sémantika je podstatná pro lexikologii a lexikografii. Napříč tomuto dělení může jít dělení na sémantiku teoretickou a deskriptivní (věnující se konkrétnímu popisu sémantiky určitého jazyka).
Kromě oblasti lingvistiky samé je sémantika spjatá s množstvím dalších oborů, zvláště s ergonomií, logikou, informatikou a programováním, filosofií jazyka, kognitivní vědou, psychologií a literární vědou.

## Sémantika vs. pragmatika; význam jako pravdivostní podmínky vs. význam jako užití
Zatímco samostatnost syntaxe jako disciplíny se v soudobém lingvistickém myšlení zpochybňuje málokdy, o potřebnost či charakter distinkce mezi sémantikou a pragmatikou se vedou spory.
Ostré dělení sémantiky a pragmatiky prezentuje význam jako něco, čím jsou výrazy nadány nezávisle na svém užívání; v pragmatice pak má jít o praktické nakládání s takto předem ustavenými znaky. Takové pojetí významu ztělesňuje tzv. referenční sémantika, jež významem výrazu zpravidla chápe mimojazykovou entitu (např. empirický objekt či matematický objekt různé komplexnosti), jejíž spojení s tímto výrazem předpokládá. Tento pohled má v teoretické sémantice značný vliv díky úspěchům, kterých během 20. století dosáhla logická sémantika, tj. strukturní sémantika pěstovaná metodami formální logiky. (U zrodu logické sémantiky stáli G. Frege, B. Russell, A. Tarski, R. Carnap; její podobu pro poslední čtvrtinu 20. st. určil především R. Montague.) Pro logickou sémantiku (pro niž se vžil méně přesný název "formální sémantika") je typické ztotožňovat význam věty s (matematicky formalizovanými) podmínkami, za nichž je tato věta pravdivá, význam podvětných výrazů pak s jejich příspěvkem k pravdivostním podmínkám úplných vět, modelovaným právě pomocí objektů různého druhu (mj. matematických funkcí) těmto výrazům připisovaných. Pojetí významu jako pravdivostních podmínek se běžně spojuje s raným filosofickým dílem L. Wittgensteina. (Nověji se logická sémantika se zabývá také významem vět, jimž nemá smysl přisuzovat pravdivostní hodnotu (např. otázek či rozkazů), zůstává však přitom v mezích referenční sémantiky.) Komplementární k takto rozvržené sémantice je pragmatika v koncepci jednoho z jejich zakladatelů P. Grice, zabývající se užitím znaků předem popsaných sémantikou.
Z filosofické reflexe pojmu význam v pozdním díle L. Wittgensteina, podpořeno později nespokojeností s mezemi logické sémantiky, se zrodilo druhé zásadní pojetí významu. To význam výrazu ztotožňuje se způsobem jeho užití nebo jej alespoň považuje za tímto způsobem užití determinovaný. "Způsob užití výrazu" bývá chápán jednak empiricky (význam je dán tím, jak výraz je užíván), jednak normativně (význam je dán tím, jak výraz má být užíván; ať už je zdroj této závaznosti jakýkoli). Je-li již sám význam výrazu chápán v souvislosti s jeho užitím, hranice mezi sémantikou a pragmatikou se v principu relativizuje. Bývá pak případně obhajována (buď jako reálná, nebo jako užitečný teoretický konstrukt) rozlišováním toho, co je na užití výrazu více nebo naopak méně invariantní, co z užité věty plyne závazně (sémantické vyplývání, např. "na schodech sedí kočka" ⇒ "na schodech sedí zvíře") a co je úsudkem pouze "přednastaveným" (default), zrušitelným (pragmatická implikatura, např. "na schodech sedí kočka" ⇒ "nesedí tam dvě kočky"). V kontrastu s dlouho zavedenou logickou sémantikou stojí teorie "významu jako užití" spíše na počátku své formalizace (např. v podobě herně-teoretické sémantiky).

## Mentalistické pojetí významu a kognitivní sémantika
Oproti teorii významu jako pravdivostních podmínek a teorii významu jako užití, které chápou význam jako intersubjektivní fenomén (jehož intersubjektivita podmiňuje samu možnost komunikace), mentalistické pojetí spojuje či ztotožňuje významy jazykových výrazů s určitými mentálními obsahy lidského individua. (V tomto smyslu spadá i mentalismus pod referenční pohled na sémantiku.) K jeho proponentům patří J. Fodor. Stavění tohoto pojetí do opozice k předchozím dvěma může být zčásti pouhým sporem o užívání termínu význam, neboť zastánci intersubjektivity významu nepopírají možnost či nutnost zabývat se významem také na individuální, kognitivní úrovni. Relevance výsledků logické sémantiky pro kognitivní otázky je ovšem obvykle velmi sporná; na úrovni mentálních obsahů se primárně pohybuje tzv. kognitivní sémantika (R. Langacker, L. Talmy).